# Seznam podmorniških flotilj Kriegsmarine
Seznam podmorniških flotilj Kriegsmarine.

## Seznam
- 1. podmorniška flotilja
- 2. podmorniška flotilja
- 3. podmorniška flotilja
- 4. podmorniška flotilja
- 5. podmorniška flotilja
- 6. podmorniška flotilja
- 7. podmorniška flotilja
- 8. podmorniška flotilja
- 9. podmorniška flotilja
- 10. podmorniška flotilja
- 11. podmorniška flotilja
- 12. podmorniška flotilja
- 13. podmorniška flotilja
- 14. podmorniška flotilja
- 15. podmorniška flotilja
- 18. podmorniška flotilja
- 19. podmorniška flotilja
- 20. podmorniška flotilja
- 21. podmorniška flotilja
- 22. podmorniška flotilja
- 23. podmorniška flotilja
- 24. podmorniška flotilja
- 25. podmorniška flotilja
- 26. podmorniška flotilja
- 27. podmorniška flotilja
- 29. podmorniška flotilja
- 30. podmorniška flotilja
- 31. podmorniška flotilja
- 32. podmorniška flotilja
- 33. podmorniška flotilja
- Šolska podmorniška flotilja